# Renault Express
Renault Express — французский автомобиль многоцелевого назначения, выпускавшийся компанией Renault. Создан на базе Renault 5. 

## Первое поколение (1984—2000)
Автомобиль Renault Express впервые был представлен в 1984 году. Базовой моделью для Renault Express стала Renault 5.
Автомобиль продавался в Германии под названием Renault Rapid и в Великобритании под названием Renault Extra. В 1991 и 1994 годах автомобиль был значительно модернизирован.
Всего выпущено 1730000 экземпляров.

### Галерея

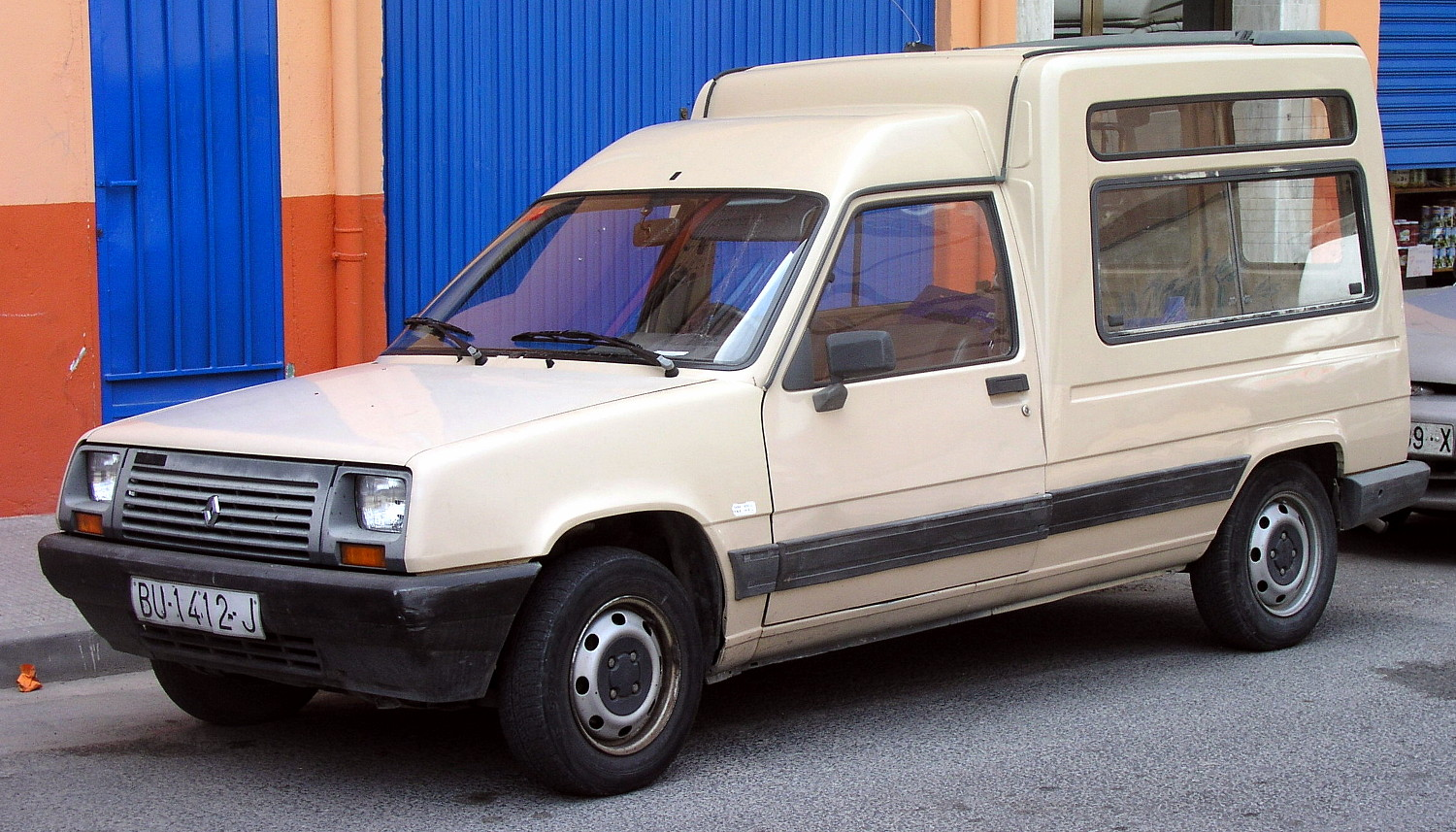
Renault Express
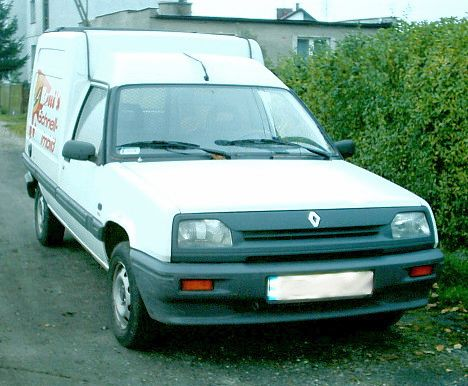
Renault Rapid (1991—1994)
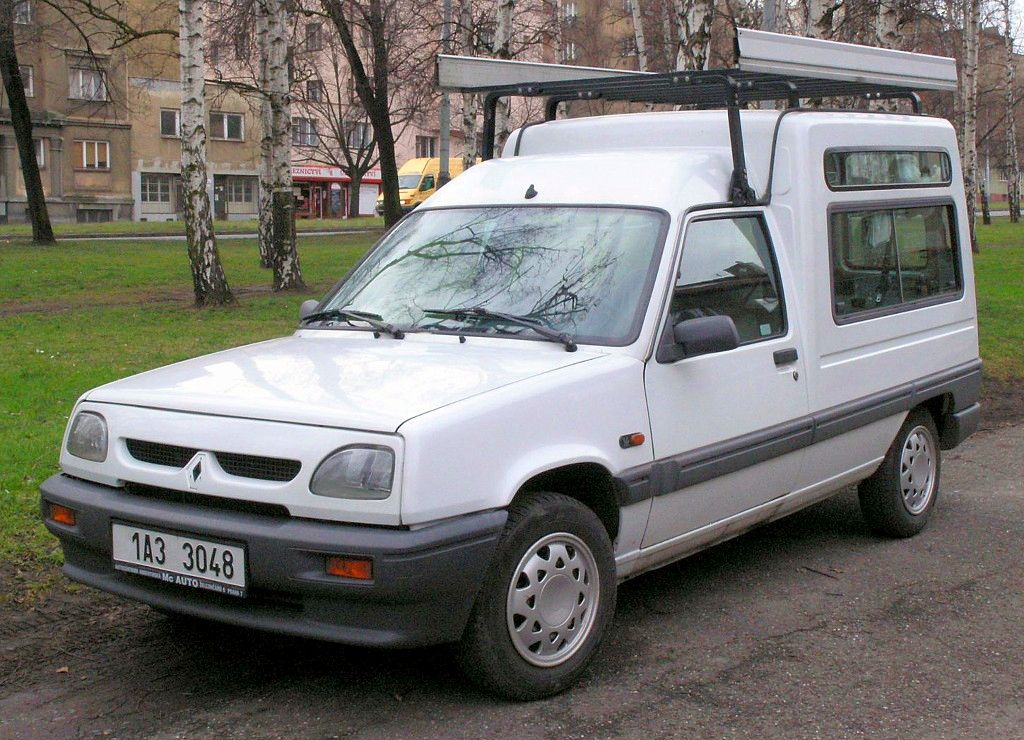
Renault Rapid (1994—2000)
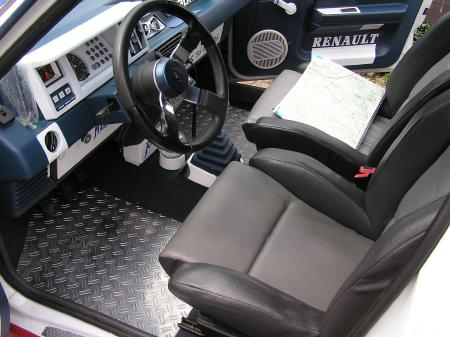
Место водителя

## Второе поколение (2021—настоящее время)
В ноябре 2020 года производство автомобилей Renault Express было возобновлено. Автомобиль является модернизацией Dacia Dokker.

### Галерея

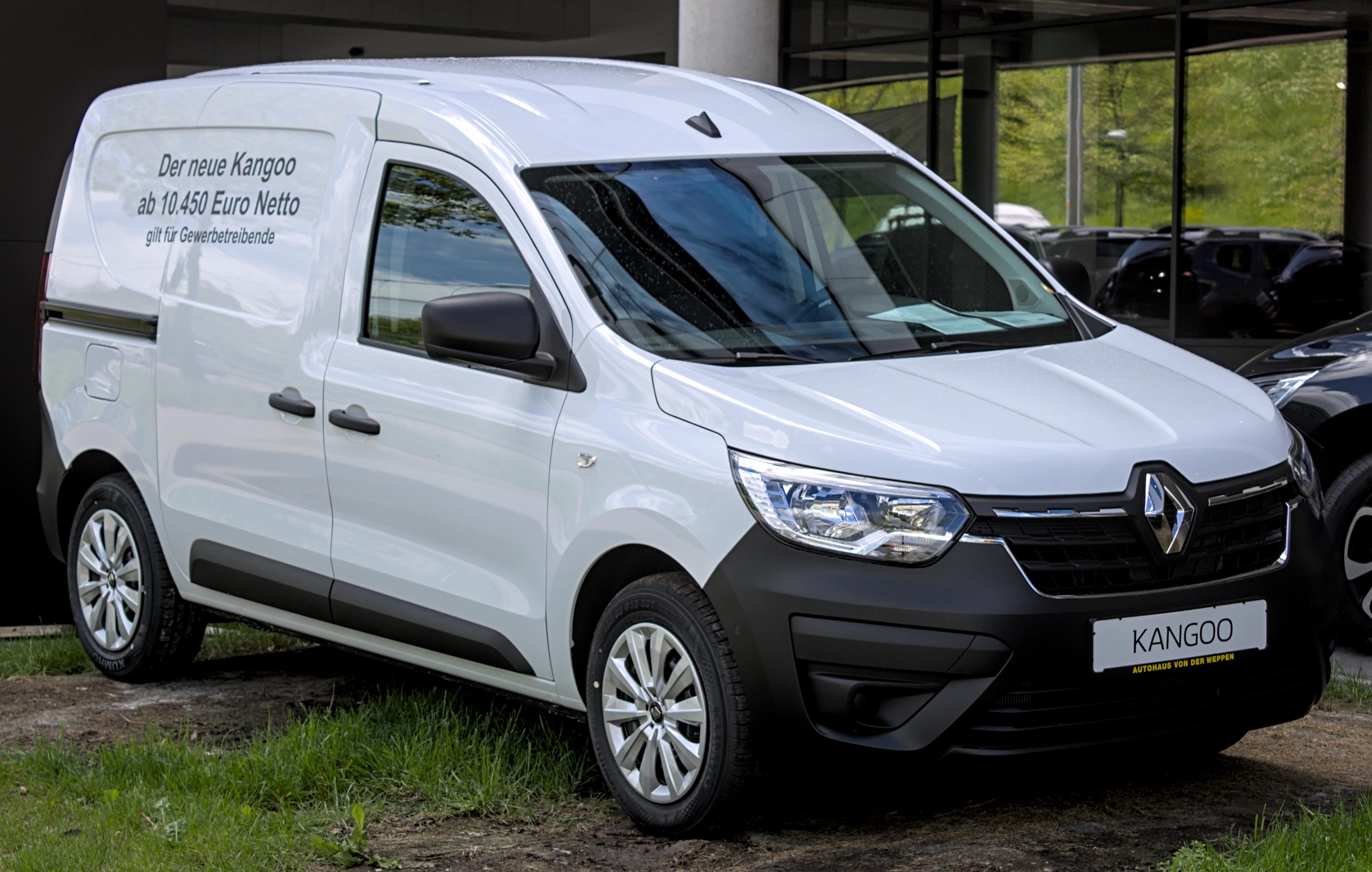
Renault Express в Штутгарте (вид спереди)
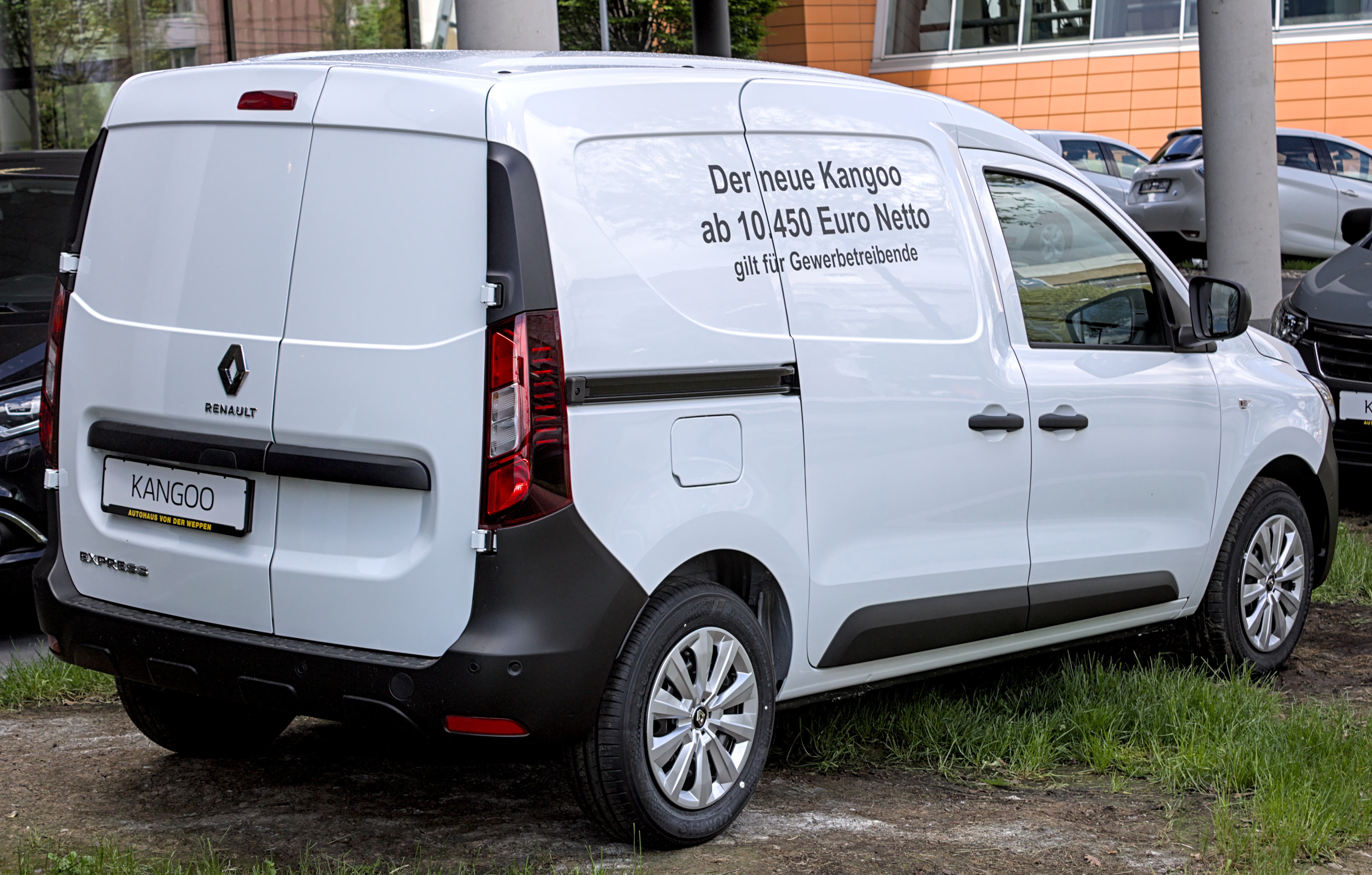
Renault Express в Штутгарте (вид сзади)

## Двигатели
| Индекс     | Модель | Объём | Мощность                          | Крутящий момент         | Разгон до 100 км/ч | Годы производства |
| ---------- | ------ | ----- | --------------------------------- | ----------------------- | ------------------ | ----------------- |
| Бензиновые |        |       |                                   |                         |                    |                   |
| 1.0        | C1C    | 956   | 31 кВт (42 л. с.) при 4400 об/мин | 63 Н*м при 2500 об/мин  |                    | 1986—1991         |
| 1.1        | C1E    | 1108  | 33 кВт (45 л. с.) при 4400 об/мин | 85 Н*м при 2000 об/мин  | 20,1               | 1986—1991         |
| 1.2        | E5F    | 1171  | 40 кВт (54 л. с.) при 6000 об/мин | 84 Н*м при 3500 об/мин  | 16,5               | 1991—1997         |
| 1.2        | C3G    | 1239  | 40 кВт (54 л. с.) при 5300 об/мин | 90 Н*м при 4800 об/мин  | 16,5               | 1995—1997         |
| 1.4        | C2J    | 1397  | 50 кВт (68 л. с.) при 5250 об/мин | 104 Н*м при 3500 об/мин | 14,5               | 1986—1992         |
| 1.4        | C3J    | 1390  | 44 кВт (60 л. с.) при 5250 об/мин | 101 Н*м при 2750 об/мин |                    | 1986—1992         |
| 1.4        | E7J    | 1390  | 55 кВт (75 л. с.) при 5600 об/мин | 109 Н*м при 4000 об/мин |                    | 1991—1997         |
| 1.5        | C3L    | 1565  | 43 кВт (58 л. с.) при 5000 об/мин | 100 Н*м при 3500 об/мин | 14,5               | 1996—2000         |
| Дизельные  |        |       |                                   |                         |                    |                   |
| 1.6 D      | F8M    | 1596  | 40 кВт (54 л. с.) при 4800 об/мин | 102 Н*м при 2250 об/мин | 17,8               | 1986—1994         |
| 1.9 D      | F8Q    | 1870  | 40 кВт (54 л. с.) при 3900 об/мин | 123 Н*м при 2250 об/мин | 18,5               | 1995—1997         |
| 1.9 D      | F8Q    | 1870  | 47 кВт (64 л. с.) при 4500 об/мин | 118 Н*м при 2250 об/мин | 16,5               | 1991—1997         |